# Biomanipulatie
Biomanipulatie (of actief biologisch beheer) is een vorm van biotechnologie die wordt gebruikt om voedselketens in meren, plassen en andere wateren te beïnvloeden. Het wordt vooral gebruikt in het kader van waterkwaliteitsbeheer om in overbemeste meren en plassen de ecologische waterkwaliteit te verbeteren. Het doel is de biomassa aan fytoplankton te beperken door een goed ontwikkeld roofvissenbestand op te bouwen. De techniek van biomanipulatie is in 1975 geïntroduceerd door Amerikaanse aquatisch ecologen (Shapiro et al, 1975).

## Theoretische kader
De eutrofiëring van meren leidt meestal tot een overvloed aan eencellige algen of cyanobacteriën (blauwwieren) als gevolg van een overaanbod aan minerale voedingsstoffen (nutriënten), met name fosfaat en nitraat. Dit leidt  tot troebel water, wat zichtbaar wordt door een verlaagde secchi-diepte. De massale vermeerdering die bekend staat als "algenbloei" kan leiden tot het afscheiden van giftige stoffen (toxines) waardoor de bruikbaarheid voor bijvoorbeeld recreatie of drinkwaterwinning vermindert. Wanneer de algen afsterven leidt dit tot het opgebruiken van de opgeloste zuurstof waardoor het aquatisch ecosysteem instort.
Eencellige algen worden in het water gegeten (gefilterd) door filtervoeders, vooral kleine kreeftachtigen zoals watervlooien (bijvoorbeeld Daphnia) en eenoogkreeftjes (cyclopoida) zijn belangrijk. Hierdoor kan het water in principe weer helder worden. Deze filterende kleine kreeftachtigen hebben echter predatoren, dit zijn planktivore vissoorten, meestal uit de familie cyprinidae, soms ook witvis genaamd. Deze witvis wordt weer gepredeerd door roofvissen zoals de snoek. Algen, filtervoeders, witvis en roofvis vormen ieder een zogenaamd trofisch niveau.
In plassen en meren kunnen twee verschillende, duurzaam stabiele toestanden heersen. Enerzijds een toestand met troebel water, veel fytoplankton en witvis met weinig of geen waterplanten. Anderzijds is een stabiele toestand mogelijk met veel minder fytoplankton, een gevarieerde flora van waterplanten, meer roofvis, minder witvis en helder water.
Naast het voorkomen van verdere verrijking met minerale voedingsstoffen zoals fosfaten en nitraten, kan het verwijderen van vissoorten die aan troebel water zijn aangepast (de witvis) de ene toestand (troebel water) doen overgaan in de andere stabiele toestand (helder water). Deze ingrepen op de interactie tussen organismen op verschillende trofische niveaus kunnen wiskundig worden beschreven met behulp van de chaostheorie van dynamische systemen, in Nederland ontwikkeld door Marten Scheffer.

## Projecten in de praktijk

### Internationaal
In een rapport voor de FAO beschrijft Lammens (2001) meer dan 40 projecten in acht verschillende Europese landen en vijf projecten in de Verenigde Staten. Het verwijderen van de troebelwatervissoorten (witvis) kan op verschillende manieren worden uitgevoerd zoals vergiftigen, grootschalig wegvangen of door de introductie van roofvis. Dit verwijderen van witvis leidt in de meeste gevallen tot helderder water, maar ook minder visrijke wateren. De totale biomassa aan vis wordt geringer, maar er komen meer soorten. Vissoorten als brasem en blankvoorn verdwijnen of worden geringer in aantal en vissoorten die van waterplanten houden zoals snoek, zeelt en rietvoorn verschijnen (in de Verenigde Staten werd met rotenon eerst de visfauna grotendeels verwijderd en daarna werden Amerikaanse soorten roofvis als forelbaars en breedbekbaars geïntroduceerd). Niet altijd wordt dit grootschalig verwijderen van vis gewaardeerd door visrechthebbenden. Omdat roofvis als snoek belangrijk zijn voor het handhaven van een evenwichtstoestand met helder water, gelden in sommige landen strenge regels op het wegvangen van roofvis door sportvissers. Regels die als hinderlijk worden ervaren. Bovendien is er soms verzet tegen de enorme reductie in biomassa van de witvis.

### In Nederland
In 2000 bespreekt Meijer (2000) 18 verschillende biomanipulatieprojecten in een periode van 15 jaar. Zij komt tot de volgende conclusies:
- In 90% van de projecten werd het water meetbaar minder troebel.
- Daar waar de witvis grootschalig was verwijderd was het resultaat het beste.
- Biomanipulatie heeft een gunstiger effect op de helderheid en de hoeveelheid algen dan alleen het verlagen van de concentratie fosfaten.
- Het wegfilteren door Daphnia en een bedekking van meer dan 25% door drijvende waterplanten gaan samen met lage biomassa aan algen.
- Bij blijvende hoge concentraties aan voedingsstoffen neemt de helderheid van het water geleidelijk af, maar vijf jaar na biomanipulatie is het water nog altijd minder troebel (secchi-diepte altijd hoger).[4]

In 2022 is de Stichting Toegepast Onderzoek Waterschappen (STOWA) minder optimistisch over het effect van biomanipulatie in Nederland. Er worden door STOWA meer dan 250 rapporten beoordeeld die projecten beschrijven voor ecologische herstel in de periode 2006 tot en met 2019. Hieronder zijn 38 biomanipulatieprojecten; slechts in 11 (29%) van de beschreven projecten zijn de critici overtuigd van het positief effect.